# Viktoriya Tomova
Viktoriya Tomova (Sofía, 25 de febrero de 1995) es una tenista búlgara.
Tomova tiene un ranking de individuales WTA más alto de su carrera, No. 58, logrado el 24 de junio de 2024. También fue No. 254 en dobles, logrado el 11 de agosto de 2014.Hasta la fecha, Victoriya suma un total de 18 títulos individuales y 12 dobles en el circuito ITF.
Ella hizo su debut en Grand Slam en el Abierto de Australia 2018.

## Títulos WTA 125s

### Individual (1–1)
| Resultado | Fecha                    | Torneo   | Superficie    | Oponente         | Puntaje             |
| --------- | ------------------------ | -------- | ------------- | ---------------- | ------------------- |
| Finalista | 24 de septiembre de 2022 | Budapest | Tierra batida | Tamara Korpatsch | 6-7(3), 7-6(4), 0-6 |
| Campeona  | 26 de agosto de 2023     | Chicago  | Dura          | Claire Liu       | 6-1, 6-4            |